# Grande Prémio Jornal de Notícias
Das Straßenradrennen Grande Prémio Jornal de Notícias ist ein Radsportwettbewerb in Portugal, der als Etappenrennen veranstaltet wird. Namensgeber und Sponsor des Rennens ist die Tageszeitung Jornal de Notícias.

## Geschichte
1979 wurde das Rennen als internationaler Wettbewerb für Amateure begründet. Es findet in der Gegend rund um die Stadt Porto statt. Namensgeber ist die gleichnamige Tageszeitung. Das Rennen hatte bisher (Stand 2022) 27 Ausgaben. Von 1984 bis zur Einführung der Einheitslizenz im Jahr 1995 war das Rennen  Berufsfahrern vorbehalten. Nachdem die Rundfahrt von 2002 bis 2012 nicht ausgetragen wurde, wurde die Tradition 2013 wieder aufgenommen, allerdings nur als Teil des portugiesischen Radsportkalenders.

## Palmarès
- 1979  Francisco Miranda
- 1980  Venceslau Fernandes
- 1981  Alfredo Gouveia
- 1982  Manuel Zeferino
- 1983  Adelino Teixeira
- 1984  Eduardo Correia
- 1985  Paulo Ferreira
- 1986  Fernando Carvalho
- 1987  Américo José Neves Da Silva
- 1988  Manuel Correia
- 1989  Fernando Carvalho
- 1990  Jorge Silva
- 1991  Manuel Cunha
- 1992  Cássio Freitas
- 1993  Vítor Gamito
- 1994  Francisco Cerezo
- 1995  Joaquim Gomes
- 1996  Paulo Ferreira
- 1997  Jewgeni Bersin
- 1998  Romāns Vainšteins
- 1999  Melcior Mauri
- 2000  Mikel Artetxe
- 2001  Joan Horrach
- 2002–2012 nicht ausgetragen
- 2013  César Fonte
- 2014 nicht ausgetragen
- 2015  António Carvalho
- 2016  Rafael Reis
- 2017  Raúl Alarcón
- 2018  António Carvalho
- 2019  Ricardo Mestre
- 2020  nicht ausgetragen
- 2022  Joaquim Silva
- 2023  Mauricio Moreira